# Periodo della ceramica Mumun
Il periodo della ceramica Mumun (무문 토기 시대?, 無文土器時代?, Mumun togi sidaeLR, Mumun t'oki sitaeMR; la ceramica senza decoro) è un periodo della preistoria della Corea che si estende approssimativamente dal 1500 al 300 a.C. È spesso definito come l'età del bronzo coreana perché la produzione del bronzo comincia tra il XV e il XIII secolo a.C. Questa civiltà è contrassegnata da un forte sviluppo dell'agricoltura, da una società gerarchizzata e dalla costruzione di numerosi dolmen. Essa trae il suo nome dall'assenza di decori nelle sue ceramiche e fa seguito al periodo della ceramica Jeulmun.

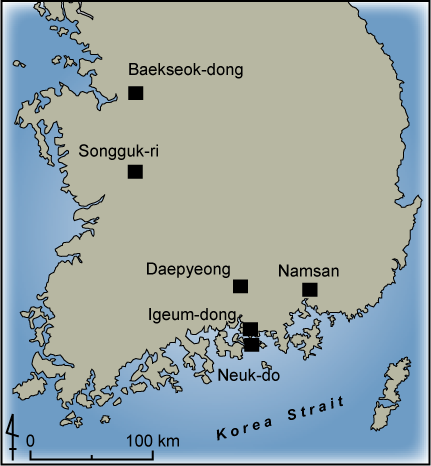
Siti Mumun in Corea del Sud

## Il periodo della ceramica Mumun

### Mumun antico
Il Mumun antico data dal 1500 all'850 a.C. L'economia poggia su strategie di sussistenza molteplici che comprendono la pesca, la raccolta e una debole produzione mediante piante selvatiche e domestiche, come il miglio e le leguminose. I laboratori somo composti di varie famiglie che organizzano il lavoro, la produzione di oggetti e la divisione delle risorse. I villaggi continuano ad essere formati da case rettangolari seminterrati. Partendo da una società egualitaria, la fine di questo periodo mostra una più grande competizione all'interno del villaggio. La maggior parte dei siti si trova nelle valli del bacino del Geum. Eoeun nella media valle del Nam e Baekseok-dong presso Cheonan fanno parte dei più grandi siti. Le nuove tradizioni consistono nella costruzione di dolmen, nella produzione di ceramica rossa e di daghe in pietra levigata.

### Mumun classico (o medio)
Questo periodo si estende dall'850 al 550 a.C. È caratterizzato da un'agricoltura intensiva, dalla formazione di grossi villaggi e di segni della formazione di una élite accompagnate da un aumento delle disuguaglianza sociali come pure dallo sviluppo dell'artigianato. È in quest'epoca che appaiono le risaie. Le piante dominanti sono ciononostante il miglio, l'orzo, il grano e i legumi, mentre la caccia e la pesca hanno un grande ruolo.
Le tombe della seconda parte del Mumun medio (dal 700 al 550 a.C.) contengono oggetti in giada o in bronzo. I principali siti archeologici si trovano a Songguk-ri (Buyeo), Igeum-dong (Sacheon) e Daepyeong (Jinju).

### Mumun recente
Il Mumun recente (dal 550 al 300 a.C.) è un periodo caratterizzato da un aumento dei conflitti, dagli insediamenti fortificati in cima alle colline e da una concentrazione della popolazione della popolazione sulla costa meridionale. Il numero di villaggi è più ridotto che nel periodo precedente, ma questi sono più grandi, indicando una crescita della popolazione. Siti legati a questa cultura appaiono anche in Giappone nel nord dell'isola di Kyūshū.
Un sito rappresentativo è quello di Namsan (Changwon), situato in cima a una collina. Le sue case seminterrate sono circondate da un fossato circolare largo 10 metri e profondo 4 metri. Esso possiede anche un ammasso conchiliaceo.

## Tratti culturali

### Il bronzo

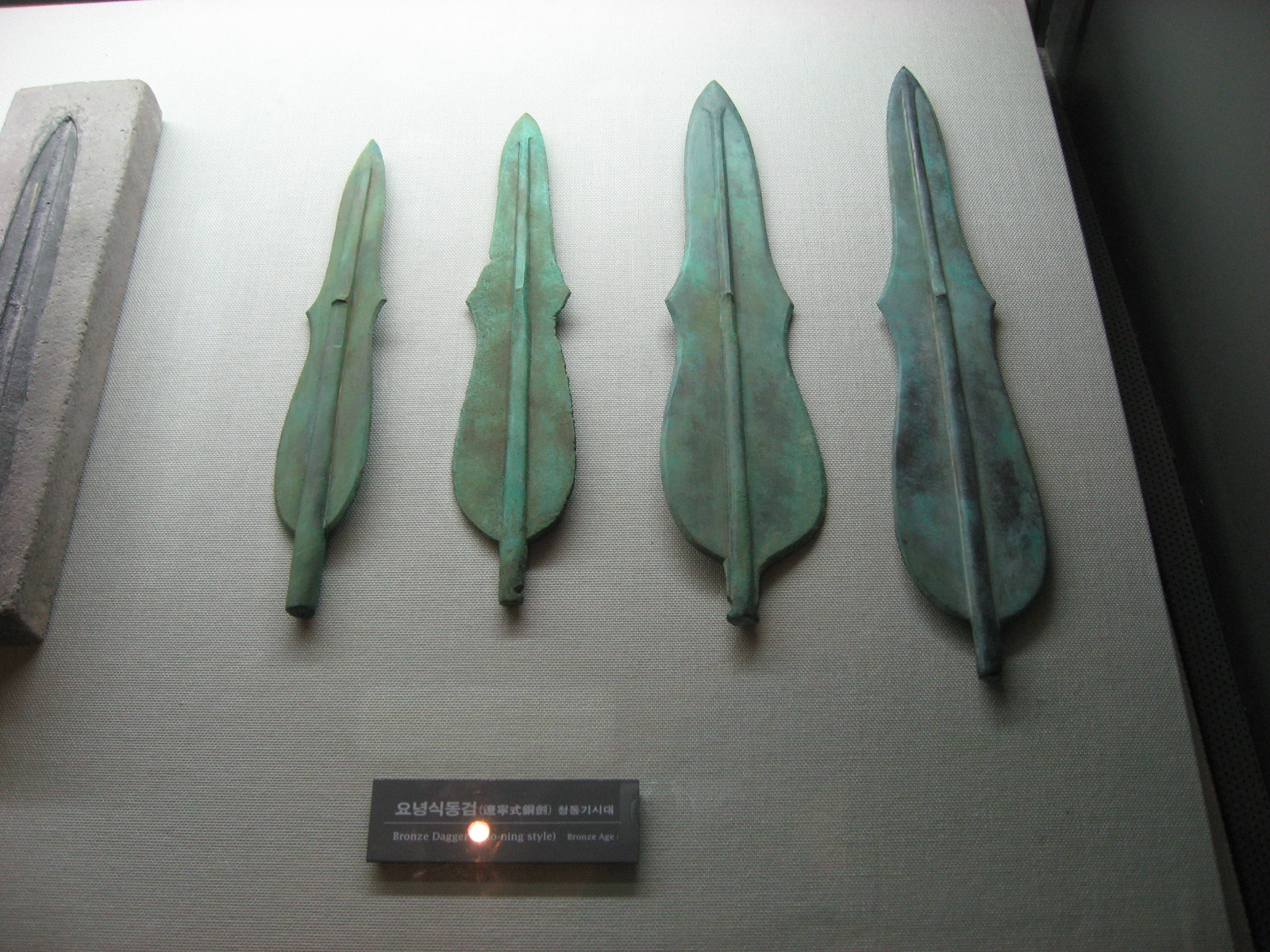
Spade di bronzo de bronze «vitino di vespa», stile del Liaoning. Età del bronzo. War Memorial of Korea, Seul
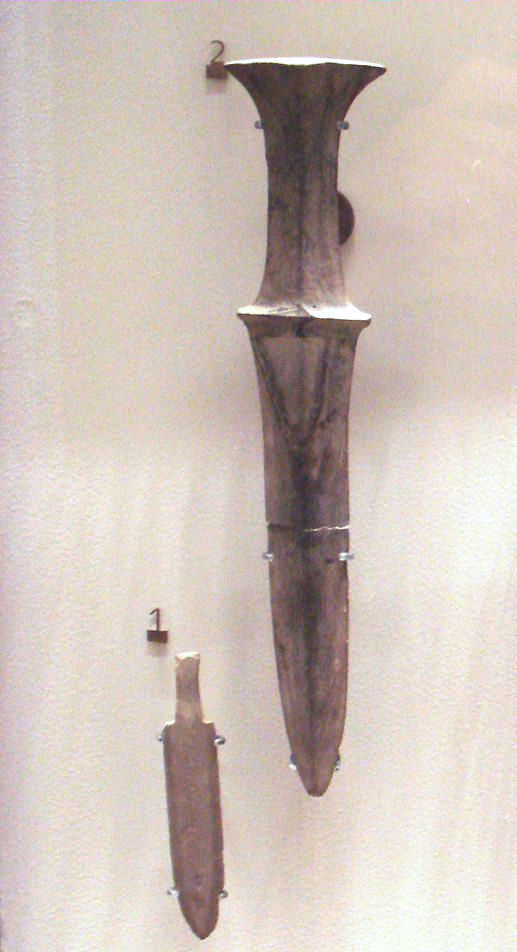
Sostituti di spada (H 28 cm) e di punta di freccia. Pietra. IV secolo a.C. Museo Guimet,[N 1] Parigi
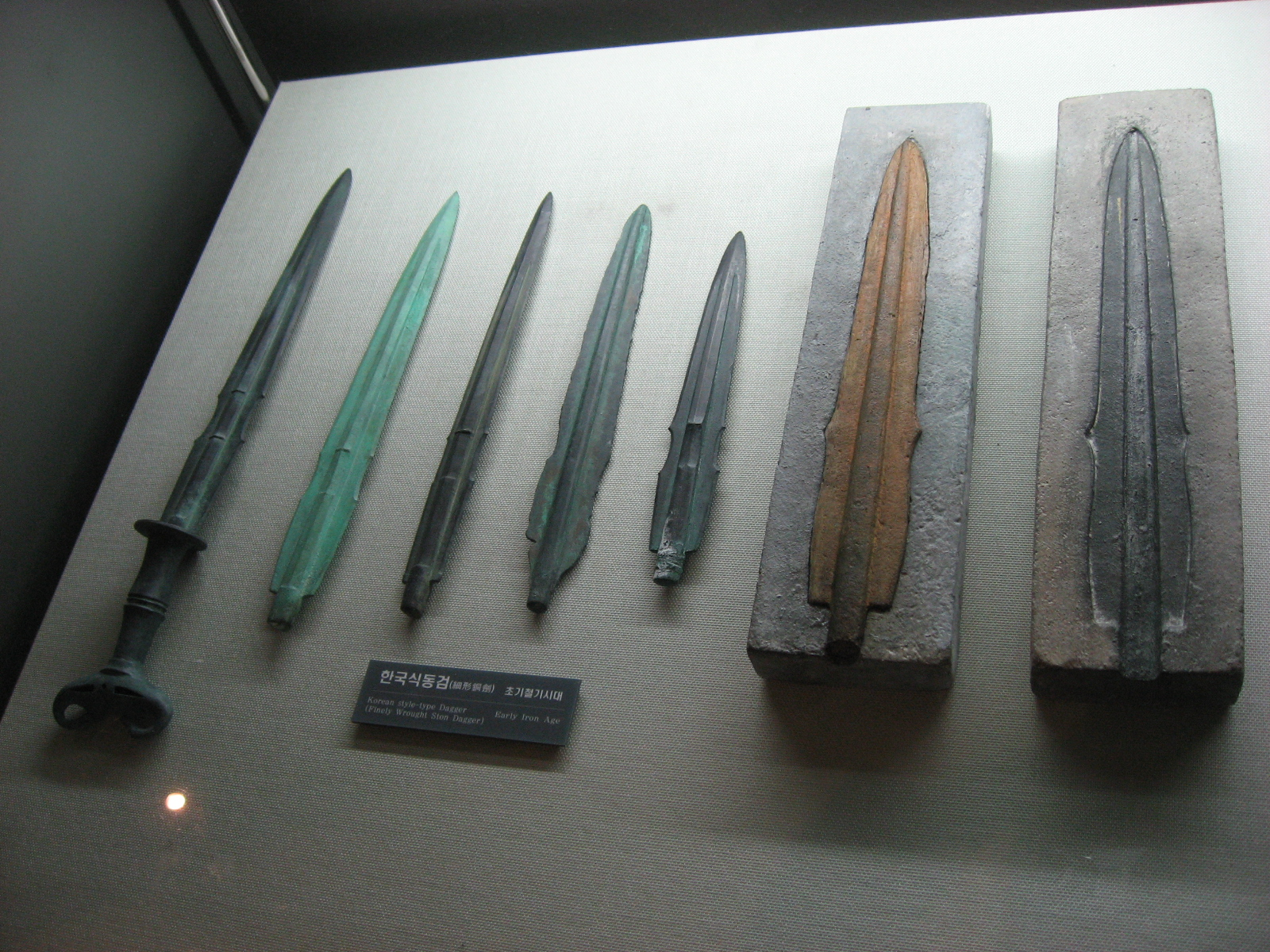
Spade di bronzo dell'inizio dell'Età del ferro. Stampo di spada dell'età del bronzo. War Memorial of Korea, Seul

La produzione del bronzo comincia tra il XV e il XIII secolo a.C.. Essa appartiene al complesso archeologico detto "cultura dei pugnali di bronzo di Liaoning" che deborda sulla Manciuria. Vi si trovano in particolare pugnali e alabarde in bronzo "a vitino di vespa" nonché specchi, orlati di motivi lineari. La principale differenza in rapporto alla Cina della dinastia Zhou è l'assenza di vasi tripodi. Ma anche la parte molto ridotta dell'uso del bronzo, in seno alle élite come negli utensili popolari.
Alla fine di questo periodo, verso il 400 a.C., appaiono oggetti in ferro, all'inizio in ghisa, poi in ferro forgiato che fanno dell'età del bronzo in Corea un periodo particolarmente breve.
Taluni storici stimano che il passaggio al Mumun sia dovuto all'arrivo di un popolo venuto dal sud della Manciuria portando con sé il riso, il bronzo, i dolmen e i cavalli e ipotizzano anche che i nuovi arrivati sarebbero portatori delle lingue coreane e giapponesi e li associano al popolo Yemeak. Ciononostante, altri pensano che questa evoluzione sia dovuta alla lenta formazione di una élite grazie all'aumento della produttività dell'agricoltura.

### La ceramica Mumun

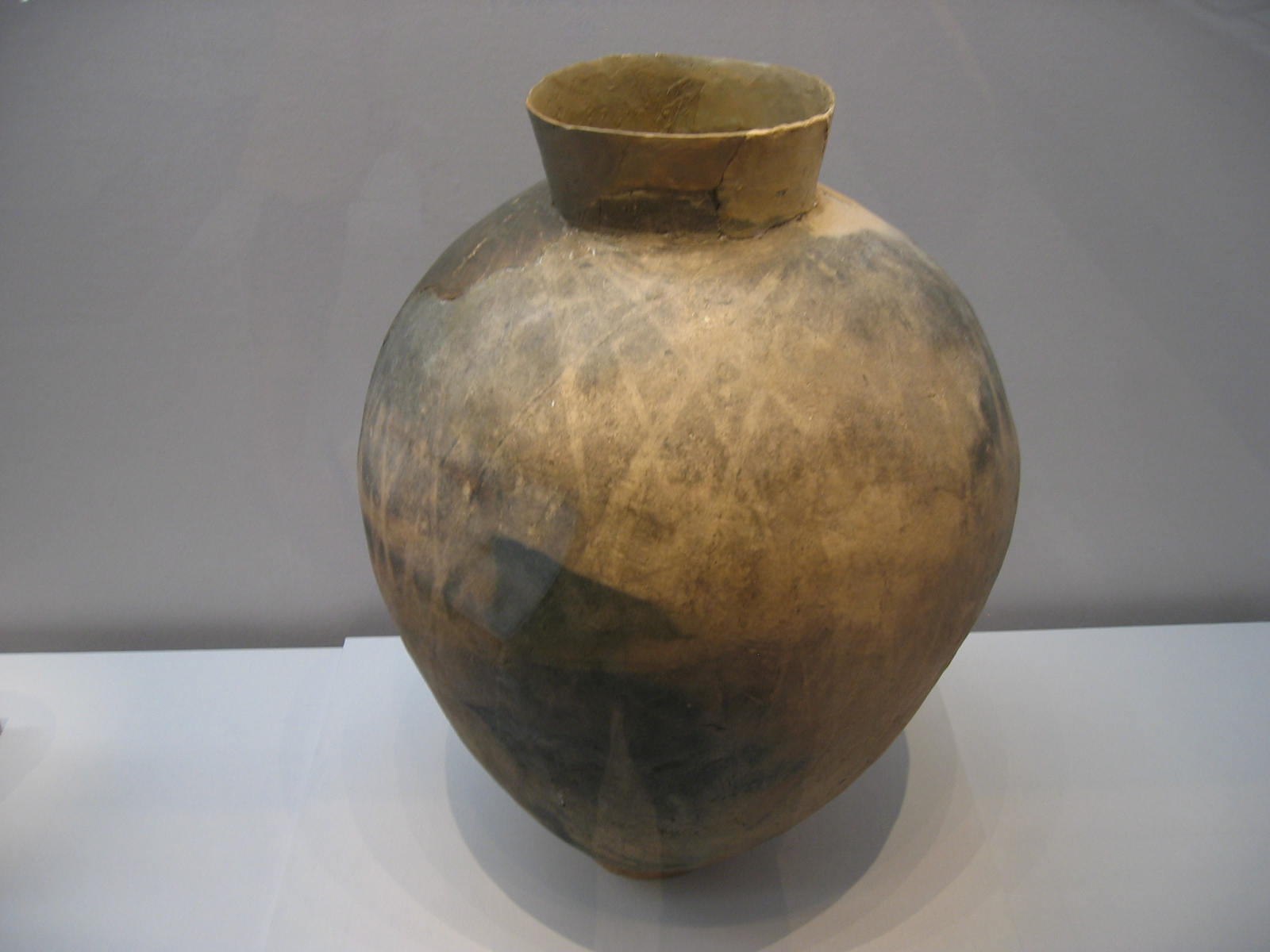
Grande caso del Mumun medio (VII secolo a.C.), sito di Daepyeong

Le prime ceramiche dell'età del bronzo, kangmok toldaemun, sono decorate solamente da un cordone sotto il labbro, punteggiato regolarmente mediante la pressione di un utensile stretto e diritto. Esse appaiono su siti che presentano caratteri del tardo Neolitico e dell'inizio dell'età del bronzo. La loro realizzazione riprende i mezzi che erano quelli del periodo precedente.
La ceramica mumun antica appare nel XIII secolo, nelle abitazioni seminterrate, in generale di forma rettangolare e stretta. Essa è assai più resistente e possiede un minore coefficiente di assorbimento della ceramica jeulmun. Vari tipi sono suddivisi sul territorio della penisola e in Manciuria (Liaodong). In Corea del Nord, lo stile Misong-ni, ad apertura larga e collo stretto, è situato verso l'estuario del fiume Ch'ŏngch'ŏn e nel Liaodong. Lo stile Konggwi-ri, a base piaata, - urne a due anse sulla pancia e tazze a bordo perforato - si ritrova sul corso medio del fiume Yalu. Uno stile detto "a decoro perforato" è comune lungo il fiume Tumen, all'estremo nord-est. Lo stile p'aengi a base curva o a forma di capezzolo si trova nella regione di Hwanghae. In Corea del Sud si ritrova lo stileYoksam-dom, simile allo stile "a decoro perforato", e lo stile Karak-tong, simile allo stile stile p'aengi. Questi due tipi hanno finito per costituire un tipo di ceramica a decoro perforato che si è diffuso su tutto il Sud. Il tipo Songgung-ni è apparso verso il 900 a.C. sulla costa ovest della provincia di Ch'ungch'on (Chungcheong). Questo stile si distingue dal fatto che la giara (slanciata, su base piatta ma più stretta) diventa, qui, la norma. Qui, di norma, l'abitazione è di forma rotonda o quadrata.  Questo stile è anche in relazione con una cultura del riso generalizzata.
Infine, nel Mumun antico e classico (o medio), è realizzata una ceramica rossa e a pareti sottili in una terra molto fine, mentre la ceramica mumun abituale è realizzata con una terra grossolana. Questa ceramica rossa è chiamata anche "ceramica rissa brunita", perché la terra è stata applicata e levigata con l'ossido di ferro, prima o dopo la cottura. Essa si è diffusa soprattutto nel sud della penisola. Offre l'aspetto di un piccolo vaso a collo corto, o di una tazza su piede. Di uso nelle abitazioni, è stata impiegata anche come deposito funerario.

### Sussistenza
Alla tradizionale cultura del miglio si aggiunge la risicoltura, che è praticata intensamente fin dal Mumun classico, proprio come la pratica dell'irrigazione. Appaiono il grano e la soia, accompagnati dall'orzo, dalla canapa, dal fagiolo azuki, dallo shiso e da altri legumi a partire dalla Cina. Ciononostante, la sussistenza è ancora largamente assicurata dalla caccia e dalla pesca. Gli utensili usati per l'agricoltura sono in pietra levigata.

### Abitazioni
Nel Mumun antico, le abitazioni seminterrate erano seminterrate e di forma rettangolare. Molto grandi, potevano contenere fino a sei famiglie. A partire dal 900 a.C., le case sono più piccole, il che indica il passaggio da un'unità di abitazione multigenerazionale a un ambiente separato formato da una famiglia nucleare. Pertanto, le case sono ancora seminterrate, ma possono essere quadrate, rotonde od ovali. La dimensione dei villaggi è piccola; è solo nel Mumun classico che appaiono siti più grandi aventi fino a parecchie centinaia di case. È in quest'epoca che appaiono i primi ondol, un sistema di riscaldamento mediante il sole, inizialmente nel nord del paese.
Contrariamente ai siti del Jeulmun che erano stabiliti vicino al mare e ai fiumi, i villaggi del Mumun si trovano sulle creste.

### Pratiche funerarie
Sono state trovate tombe megalitiche e interramenti in giare. Sono utilizzate inizialmente ciste in pietra come nelle culture del nord, prima che appaiano i dolmen. Questi ultimi sono raggruppati e usari per la sepoltura di una sola persona. Alla fine del Mumun classico, certe tombe sono particolarmente grandi e hanno richiesto un lavoro considerevole. Un piccolo numero di tombe conteneva oggetti di prestigio quali daghe, bronzo, giada e ceramica rosso-bruciato.

### I dolmen
|  |  |

È all'età del bronzo che risalgono i 30 000 dolmen del paese, ossia il 40 % dei dolmen del mondo intero. I dolmen coreani sono di tre tipi:
- il primo è, come i dolmen neolitici europei, fatto di due o tre pietre rizzate verticalmente, sui quali è stata posata una grande lastra, che fa da tavola
- il secondo ha lo stesso aspetto, per contro le pietre - supporto non sono state rizzate, ma calate in una cavità scavata
- il terzo tipo non è proprio più un dolmen, poiché non ci sono montanti verticali.

Contrariamente ai dolmen d'Europa, i dolmen coreani non erano tombe di capi, o di personaggi eccezionali. Sono troppo numerosi per questo. La più grande concentrazione di dolmen in Corea si situa nella Jeolla (전라도), ma ce ne sono dappertutto nella penisola. Sull'isola di Ganghwa si trovano 120 dolmen, disposti in cerchio.

### Esplicative
1. ↑  Catalogo L'art coréen au musée Guimet, 2001, ISBN 2-7118-4027-1, avviso p. 174: questi oggetti, forse di uso cerimoniale, onorifico o commemorativo, si trovano a partire dal Neolitico. Ma alla fine dell'età del bronzo, come qui nel IV secolo, il loro laboratorio si situa al nord e in Manciuria. Nell'età del ferro, essi spariscono a vantaggio di nuove armi, a punta fine, specifiche della Corea. La pietra era scelta per il suo colore e le sue venature.

- I siti archeologici coreani sono denominati in funzione delle divisioni amministrative tradizionali, che sono indicate dalla terminazione del nome composto corrispondente al sito: così "... -dong" corrisponde a un distretto urbano, "... -ri", a un villaggio rurale e "... -do", a un sito su un'isola.

### Bibliografiche
1. ↑  Bale et Lee, 2016, p. 182 e: (EN) Gyoung-Ah Lee, The Transition from Foraging to Farming in Prehistoric Korea, The University of Chicago Press, 2011.
2. ↑  Shinpei Hashino, The Diffusion Process of Red Burnished Jars and Rice-Paddy Field Agriculture from the Southern Part of the Korean Peninsula to the Japanese Archipelago, pp. 203-222 e Yoichi Kawakami, The Imitation and Hybridization of Korean Peninsula-Style Earthenware in the Northern Kyushu Area during the Yayoi Period, pp. 257-276, in Naoko Matsumoto, Idetaka Iessho e Makoto Tomii (a cura di), Coexistence and Cultural Transmission in East Asia, Left Coast Press, aprile 2011.
3. ↑  Choi Jongtaik in: Early Korea 1, 2008, p. 165.
4. 1 2 3  Sarah Milledge Nelson, Megalithic monuments and the introduction of rice in Korea, in Chris Gosden e Jon G. Hathe, The Prehistory of Food: Appetites for Change, Routledge, 1999, pp. 145-163.
5. ↑  Tadashi Nishitani, «La Corée», capitolo 15 del libro dell'Unesco, Histoire de l'humanité, volume 2, 2001, pp. 1028-1034.
6. ↑  Patricia Buckley Ebrey, Anne Walthall, James B. Palais,  East Asia: A Cultural, Social, and Political History, cengage Learning, 2009, p. 5.
7. ↑  Early Korea 1, 2008, pp. 165-166.
8. ↑  Early Korea 1, 2008, pp. 164-168.
9. ↑  Olivier Van Ingelgem, L'agriculture sud-coréenne, L'Harmattan, maggio 2012, 202 pp.
10. ↑  Peter Neal Peregrine, Melvin Ember, Encyclopedia of Prehistory: Volume 3: East Asia and Oceania, Springer, 2001, 386 pp.
11. ↑  Pascal Dayez-Burgeon, 2013, p. 30.